# Jeannette Rankin
Jeannette Rankin (11 de junio de 1880 - 18 de mayo de 1973) fue la primera mujer elegida para la Cámara de Representantes de Estados Unidos y primera mujer en el Congreso. Miembro del Partido Republicano, llevó una larga vida como trabajadora social, activista, y pacifista. Fue el único miembro del Congreso en votar en contra la entrada de Estados Unidos en la Segunda Guerra Mundial, después del ataque a la base naval estadounidense de Pearl Harbor el 7 de diciembre de 1941. También fue la única de entre cincuenta legisladores en votar en contra de la Primera Guerra Mundial y condujo también la resistencia a la Guerra de Vietnam.

## Biografía
Jeannette Pickering Rankin nació el 11 de junio de 1880, de John y Olive Rankin en Grant Creek Ranch cerca de Missoula, en lo que entonces era el Territorio de Montana. Fue la primera de siete hijos, seis niñas y un niño, en una familia próspera. Su padre, John Rankin, era un ganadero y constructor que había llegado a Montana desde Canadá. Su madre, Olive Pickering, se había mudado de New Hampshire como maestra de escuela, hasta que se casó.Inició sus estudios en la Universidad Estatal de Montana en Missoula (ahora la Universidad de Montana) y se graduó en 1902 con una licenciatura en biología.
En 1908 se trasladó a vivir a Nueva York donde inició su carrera como trabajadora social, luego se trasladó a Seattle, Washington, y se instaló en la Universidad de Washington donde organizó el movimiento sufragista. Rankin desempeñó un papel muy importante en la lucha del movimiento de las mujeres por la obtención del voto en Montana en 1914.

## Trayectoria
El 7 de noviembre de 1916, fue elegida miembro de la Cámara de Representantes por el Partido Republicano, del estado de Montana y pasó así a ser la primera mujer que ocupó un escaño en el Congreso de los Estados Unidos.
El 6 de abril de 1917, cuatro días antes del final de su período en la Cámara de Representantes, la Casa Blanca votó a favor de entrar a la Primera Guerra Mundial. Rankin fue la única en votar en contra de la resolución de entre los 50 representantes; a pesar de su voto en contra para incorporarse a la guerra, se dedicó a vender bonos de guerra y votó por el bosquejo militar.
En 1918, se dedicó a trabajar en una fracasada campaña para su nombramiento por el Partido Republicano como representante del estado de Montana en el Senado de los Estados Unidos. Luego lanzó su candidatura como senadora independiente, que no tuvo éxito. Su período en la Cámara terminó antes de 1919, las siguientes dos décadas trabajó gestionando desde Washington D. C. diversas causas.
En 1918 y 1919, introdujo una legislación para proporcionar recursos públicos y los fondos de reserva, para clínicas de salud, educación materna, y programas para reducir la mortalidad infantil en la nación. Mientras servía como secretaria para la liga de consumidores nacionales, Rankin hizo una campaña legislativa para promover el cuidado materno e infantil. Fundó y fue la vicepresidencia de la Unión Americana por las Libertades Civiles y fue miembro fundador de la Liga Internacional de Mujeres por la Paz y la Libertad.
En 1940, fue elegida para volver al congreso, en esa ocasión con una plataforma pacifista. Después del ataque a la base naval de Pearl Harbor, Rankin volvió a votar contra la participación de Estados Unidos en la Segunda Guerra Mundial, nuevamente fue el único miembro del congreso en votar en contra de la declaración de guerra, luego de declarar "Como mujer no puedo ir a combatir, y rechazo enviar a cualquier persona, voto ¨NO¨". Sin embargo, Rankin no votó en contra cuando Estados Unidos declaró la guerra a Alemania e Italia días después, en lugar de eso, votó simplemente ¨presente¨, aunque esta decisión pacifista -altamente impopular en esas fechas- prácticamente puso término a su carrera parlamentaria.

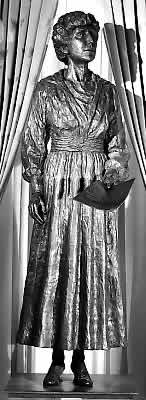
Estatua de Jeannette Rankin en bronce por Terry Minmaugh.

Tras abandonar la carrera como congresista en 1944, Rankin viajaría siete veces a la India, como admiradora de Gandhi, la no violencia y el derecho de autodeterminación. Siguiendo el espíritu de Martin Luther King Jr., en 1968, junto a otras activistas como Coretta Scott King y Judy Collins, encabezó la 'brigada de Jeannette Rankin', compuesta por más de 5.000 mujeres en contra de la participación estadounidense en la Guerra de Vietnam aunque su avanzada edad y sus enfermedades le disuadieron de liderar un amplio movimiento femenino contra la guerra.
Rankin falleció de causas naturales en Carmel-by-the-Sea, California, a los 92 años. Legó su herencia inmobiliaria en Watkinsville, Georgia para ayudar a mujeres desempleadas, lo que fue el inicio de la "Fundación Jeannette Rankin", una organización que concede becas educativas a mujeres con ingresos económicos bajos por todos los Estados Unidos. La capacidad de la Organización ha crecido enormemente en su capacidad de financiación, desde 1978 en que concedió una beca de $500 y que en 2007 llegó a 80 becas de $2000.

## Premios y reconocimientos
- Premio Susan B. Anthony de la Organización Nacional para la Mujer en la ciudad de Nueva York.[5]

En 1985 Montana donó a la Colección Nacional de Estatuas la estatua de bronce de Rankin que se encuentra en el Salón de la Emancipación del Centro de Visitantes del Capitolio de Estados Unidos. Fue creada por el artista de Montana Terry Mimnaugh. En la estatua están grabadas sus palabras: “No Puedo Votar por la Guerra”.

## Citas célebres
- "Usted no puede ganar una guerra más de lo que puede ganar un terremoto."

- "Quiero estar al lado de mi país, pero no puedo votar a favor de la guerra. Mi voto es NO." (votaciones frente al congreso, 1917)

- "Como mujer, no puedo ir a la guerra, y me niego a enviar a nadie." (discurso frente al congreso, 1941)

- "Matar a más personas no facilita las cosas." (Pearl Harbor, 1941)

- "No puede haber ningún compromiso con la guerra, no puede ser reformada o controlada; no puede ser disciplinada en la decencia o codificada en el sentido común; es la masacre de seres humanos, considerados como enemigos temporalmente, en una escala tan grande como sea posible." [1929]

- "Es inconcebible que diez mil niños hayan muerto en Vietnam .... Si 10.000 mujeres estadounidenses fueran suficientes para poner fin a la guerra, en caso de que se hubieran comprometido a la tarea, incluso si significaba ir a la cárcel." (1967)